# Aurul Brad
El Aurul Brad (en rumano: Clubul Sportiv Municipal Aurul Brad) es un equipo de fútbol de Rumania que juega en la Liga IV, la cuarta división de fútbol en el país.

## Historia
Fue fundado en el año 1934 en la ciudad de Hunedoara con el nombre Mica Brad, hasta que en la década de los años 1980s cambia su nombre por el de Metal Brad hasta que a finales del siglo XX cambia su nombre por el que tiene actualmente.
En la temporada de 1940/41 juega por primera vez en la Liga I, última temporada antes de que se suspendiera la liga a causa de la Segunda Guerra Mundial. En la liga terminó en quinto lugar a 14 puntos del campeón Tricolor Bucarest.
Posterior a la Segunda Guerra Mundial el club dejó de jugar en la Liga I a pesar de que nunca perdió la categoría en la cancha y han pasado desde entonces como un equipo de categoría aficionada.

## Cronología de nombres
| Periodo       | Nombre         |
| ------------- | -------------- |
| 1934–1950     | Mica Brad      |
| 1950–1957     | Metalul Brad   |
| 1957–1958     | Progresul Brad |
| 1958–presente | Aurul Brad     |

## Palmarés
- Liga II (1): 1939–40
- Liga III (2): 1975–76, 1989–90
- Liga IV – Hunedoara County (3): 1996–97, 1997–98, 2020–21
- Hunedoara Regional Championship (3): 1956, 1959–60, 1966–67
- Cupa României – Hunedoara County (1): 2012–13